# Kand Konibodom
Kand Konibodom (tadż. Клуби футболи «Канд» Конибодом) – tadżycki klub piłkarski, mający siedzibę w mieście Konibodom, na północy kraju.

## Historia
Chronologia nazw:
- 1969: Irrigator Konibodom (ros. «Ирригатор» Канибадам)
- 1992: Kand Konibodom (ros. «Канд» Канибадам)

Piłkarski klub Irrigator został założony w miejscowości Konibodom w 1969 roku. Po uzyskaniu niepodległości przez Tadżykistan zmienił nazwę na Kand Konibodom. W 1993 zespół debiutował w rozgrywkach Wyższej Ligi Tadżykistanu. W debiutanckim sezonie zajął 13. miejsce w końcowej klasyfikacji. W następnym sezonie 1994 zajął przedostatnie 15. miejsce i spadł do Pierwszej Ligi. Ostatnio w 2015 klub występował w rozgrywkach Pierwszej Ligi i Pucharu Tadżykistanu.

## Sukcesy

### Trofea międzynarodowe
Nie uczestniczył w rozgrywkach azjatyckich (stan na 31-12-2015).

### Trofea krajowe
| \| \| Zdobyte trofea w rozgrywkach Tadżykistanu (stan na: 31-12-2015) \| |                                                                 |      |          |
| Rozgrywki                                                                | Osiągnięcie                                                     | Razy | Sezon(y) |
| Mistrzostwo                                                              | I miejsce                                                       | 0    |          |
| Mistrzostwo                                                              | II miejsce                                                      | 0    |          |
| Mistrzostwo                                                              | III miejsce                                                     | 0    |          |
| Mistrzostwo                                                              | 13. miejsce                                                     | 1    | 1993     |
| Puchar                                                                   | zdobywca                                                        | 0    |          |
| Puchar                                                                   | finalista                                                       | 0    |          |
| Puchar                                                                   | 1/8 finału                                                      | 1    | 2015     |
| II liga                                                                  | I miejsce                                                       | 0    |          |
| II liga                                                                  | II miejsce                                                      | 0    |          |
| II liga                                                                  | III miejsce                                                     | 0    |          |
| Tadżykistan                                                              | Zdobyte trofea w rozgrywkach Tadżykistanu (stan na: 31-12-2015) |      |          |

## Stadion
Klub rozgrywa swoje mecze domowe na stadionie Dżahongir w Konibodomie, który może pomieścić 3 000 widzów.